# Faust auf Faust (Schimanski)
Faust auf Faust (Schimanski) ist ein Rocksong, der 1985 vom deutschen Musiker Klaus Lage gemeinsam mit Diether Dehm (alias N. Heirell) geschrieben und von der Klaus Lage Band gespielt wurde. Er war der Titelsong für den Schimanski-Kinofilm Zahn um Zahn, der im gleichen Jahr erschien, und entwickelte sich in Deutschland zu einem Top-Ten-Hit.

## Musik und Text
Es handelt sich um einen schnellen Rocksong, der mit E-Gitarren und Synthesizer-Keyboards gespielt wird. Der Text handelt von der Figur Schimanski, der als hart, aber auch als verletzlich gegenüber Frauen beschrieben wird: „Faust auf Faust – hart, ganz hart / Alles das kannst du verdau’n / Doch gib zu, zart, ganz zart / Hat ihre Hand dich umgehau’n / Und das ist hart für Schimi / Dein ganz privater Krimi“. Im Film verliebt sich Schimanski in die Journalistin Ulli (Renan Demirkan). Es wird im weiteren Text auch mit einigen Ruhrgebiets-Motiven gespielt: „Sie will wie du auch zuviel wissen / Auch ihr ist keine Spur zu heiß / Hinter Kohlenpottkulissen / Wäscht Kohle manche Weste weiß.“

## Entstehung
Lage und Diether Dehm schrieben den Song für den Tatort-Film Zahn um Zahn mit Götz George als Kommissar Horst Schimanski, der am 10. Oktober 1985 in die Kinos kam. Produziert wurde er von Lage gemeinsam mit Wolf Maahn. Klaus Lage erinnerte sich, wie er George den Song zum ersten Mal vorspielte:

„Unvergessen der für mich bange Moment, als ich ihm am Tag nach der Fotosession für das Single-Cover, morgens um halb sieben am Flughafen Berlin-Tegel einen Rough-Mix von Faust auf Faust auf dem Walkman vorgespielt habe, das er bis dahin noch nicht gehört hatte, und er dann sagte: ,Stark, gefällt mir!‘“

Lage sagte, zwischen den beiden sei „immer eine respektvolle und sympathische Wellenlänge spürbar“ gewesen.

## Veröffentlichung und Rezeption
Die Single erschien im Oktober 1985 passend zum Filmstart. Sie erreichte Platz zehn der deutschen Charts und war 20 Wochen platziert. Auf der B-Seite befindet sich der Song Taxi. Das Singlecover zeigt Klaus Lage und Götz George lachend gemeinsam Arm in Arm. Mit dem Titel Fists of Steel nahm Lage auch eine englischsprachige Version auf. Spiegel Online schrieb: „In Faust auf Faust kommt das ganze Flair der Ruhrpott-Romantik zur Geltung, Lages Lyrik und Georges Launen verschmolzen zu einer Einheit. Zahn um Zahn und Faust auf Faust gehören zusammen wie – nun ja – die Faust aufs Auge.“.
Am 30. November 1985 spielte die Klaus Lage Band den Song in Peters Pop Show im ZDF. Sie trat mit dem Song auch zweimal in der ZDF-Hitparade auf; die Band wurde per TED-Abstimmung am 13. November 1985 auf den ersten Platz gewählt und durfte daher in der folgenden Ausgabe am 18. Dezember den Song erneut spielen. Auch in Die Superhitparade – Hits des Jahres ’85 am 30. Januar 1986 spielte die Gruppe Faust auf Faust.
Auf dem im Jahr 2018 veröffentlichten Album Klaus Lage & das Big Band Projekt: Ich wollte mir bloß den Abend vertreiben ist eine Big-Band-Version dieses Titels enthalten.